# Какао
Кака́о (Theobroma cacao) — невеликі або середньої величини дерева роду теоброма (Theobroma L.) родини мальвові (Malvaceae). Природний ареал цього дерева тягнеться обабіч екватора, приблизно до 13° південної та північної широти, хоча воно найпоширеніше у густих вологих лісах верхів'їв Амазонки. Листя здебільшого цілісне, рідше лапчасте. Квітки невеликі, червоно-бурі, ростуть найчастіше прямо з кори старого дерева у вигляді пучків.
Какао — культурна рослина, рідна для тропічних районів Південної та Центральної Америки. Також слово какао може посилатися на висушене та частково ферментоване жирне сім'я цієї рослини, яке використовують для виготовлення шоколаду, інших страв та косметичних засобів. Також словом какао називають напій, виготовлений заварюванням цього насіння, перетертого у порошок.

## Опис

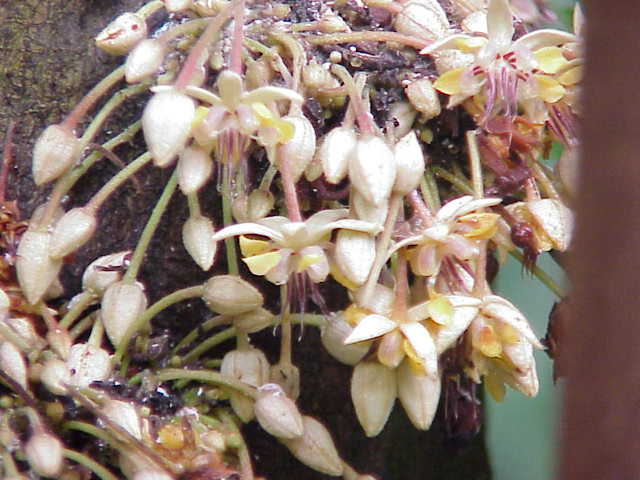
Квітки какао

Число частин в чашолистку, віночку і гінецеї звичайно кратне п'яти. Пелюстки мають увігнуті ложкоподібні розширення біля основи, що переходять у вузьку ніжку, яка закінчується плоским, розширеним відгином. Андроцей складається з 3 або 4 тичинок і з 5 стамінодій (недорозвинених тичинок). Зав'язь містить в кожному з 5 гнізд багато бруньок насіння. Плід великий, суницеподібний, містить багато крупного насіння, розташованого в декілька рядів і оточеного м'якоттю. Живильна тканина в них мало розвинена, а сім'ядолі складчасті. Загальною формою плід нагадує лимон, але мають подовжні борозни, між якими проходять валики; колір плодів бурий або жовтий.

## Історія
Какао було важливим харчовим продуктом в доколумбівській Месоамериці. Найперші свідоцтва використання какао відносяться до 1100—1200 років до н. е. згідно з аналізом кераміки того часу. Ймовірно мешканці Месоамерики того часу ще не вміли готувати шоколад і пили «какаове пиво», яке виготовляли з переброділих плодів какао. Свідоцтва готування напою з перетертих плодів, що більше нагадував сучасне какао, знайдені на малюнках мая датованих 2 століттям н. е. Іспанські літописці завоювання Мексики Ернаном Кортесом свідчать, що імператор ацтеків Монтесума II, не пив інших напоїв, крім какао, яке йому подавали в золотому кубку. Цей напій готувався з додаванням ванілі та спецій і сильно пінився. Не менше ніж 50 великих посудин цього напою готували щодня для імператора та 2000 знатних людей, що мешкали при дворі.
Какао та шоколад були привезені до Європи іспанцями й стали дуже популярними в середині 16-го століття. Іспанці також перевезли дерево какао до Ост-Індії та Філіппін. Плоди какао широко використовували в алхімічних процесах, де вони були знані як «чорний біб». Також какао застосовують як один з найкращих антиоксидантів.
Рослина отримала свою сучасну наукову назву від шведського дослідника Карла Ліннея у 1735 році, який назвав її «їжею богів» чи «Cacao Theobroma». А саме слово «какао» походить від ацтекського cacahuatl (какаватль).

## Культивація

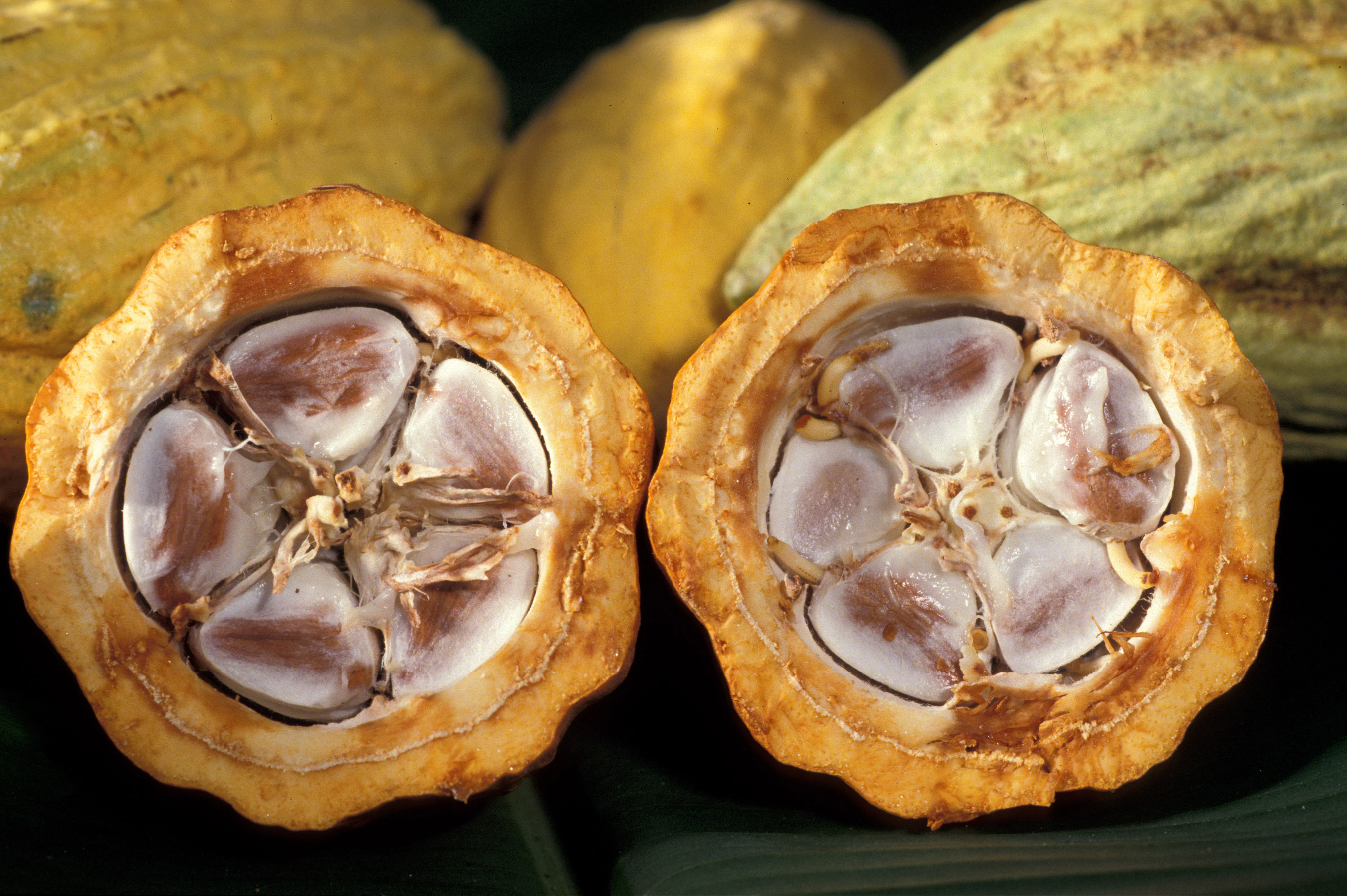
Боби какао

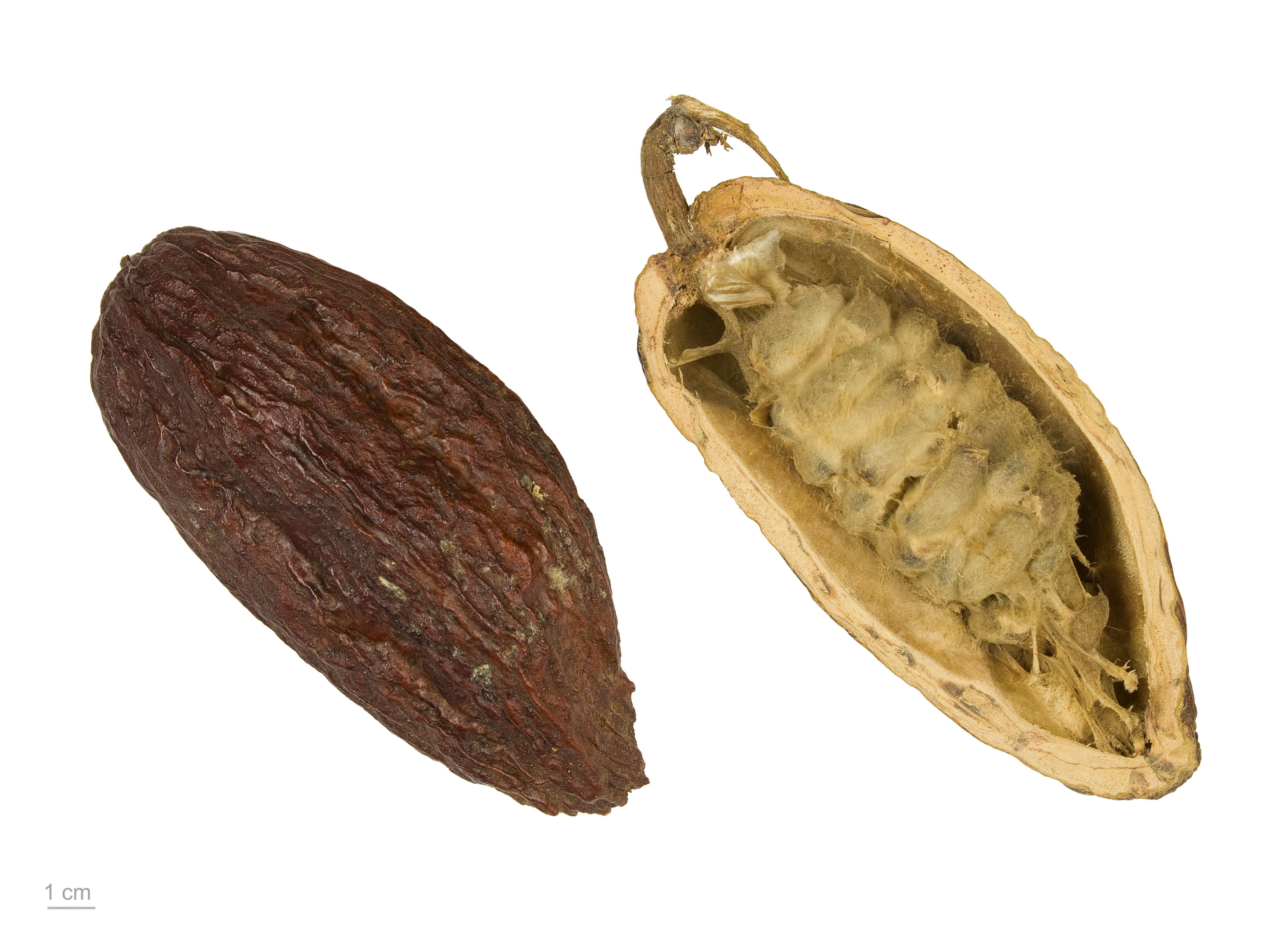
Theobroma cacao — Тулузький музей

Там, де це дерево дике, для отримання плодів часто використовують дикі гаї, у всіх інших випадках розводять штучні сади. В обох випадках необхідно тримати дерева у тіні, оскільки вони не витримують прямої дії сонячних променів. Плоди дозрівають протягом всього року, хоча в Еквадорі та Бразилії більше всього дерев дозріває від липня до вересня. У штучних насадженнях затінення досягається розведенням бананів протягом перших 3-4 років після посіву какао, потім посадкою деяких порід дерев, що швидко ростуть і досягають значної висоти. Ворогами какао є багато рослин, що селяться у вигляді паразитів на цих деревах або в'ються навколо їх стовбурів у вигляді ліан, а з царства тварин деякі птахи, наприклад папуги, потім мавпи і гризуни.
Коли плоди дозрівають, урожай збирають зі стовбурів та гілок дерева за допомогою зкривленого ножа з довгою ручкою. Під час збирання врожаю стручок повинен бути зеленим, а не червоним чи помаранчевим. Червоні та помаранчеві стручки вважають менш якісними, бо їх аромат слабший, їх використовують для промислового шоколаду. Стручки або відкриваються на полі та збирають насіння для подальшої ферментації, або для фермантації беруться повні стручки.

## Світове виробництво
| Найбільші виробники какао — 2004 рік (млн т)                      | Найбільші виробники какао — 2004 рік (млн т) |
| ----------------------------------------------------------------- | -------------------------------------------- |
| Кот-д'Івуар                                                       | 1.33                                         |
| Гана                                                              | 0.74                                         |
| Індонезія                                                         | 0.43                                         |
| Нігерія                                                           | 0.37                                         |
| Бразилія                                                          | 0.17                                         |
| Камбоджа                                                          | 0.13                                         |
| Еквадор                                                           | 0.09                                         |
| Повне виробництво                                                 | 3.6                                          |
| Джерело: Продовольча і сільськогосподарська організація ООН (ФАО) |                                              |

У світі щороку вирощують більш як 3 млн тонн какао. Світове виробництво зросло від 1 556 484 т в 1974 році до 3 607 052 т в 2004 році, тобто на 131 % за 30 років. Є три сорти какао: Forastero, Criollo і Trinitario. Перший охоплює 95 % світового виробництва какао і найбільше використовується. Какао найвищої якості виробляють з сорту Criollo, його вважають делікатесом, проте Criollo складніший для культивації, тому небагато країн вирощують його, більшість виробництва сконцентрована в Венесуелі. Trinitario — схрещенний сорт перших двох.
Нідерланди лідирують за обсягами обробки какао, за ними слідують США.

## Какао як харчовий продукт
Способи використання бобів какао численні. Порошок какао додають до багатьох кондитерських виробів: тортів, печива, морозива. Заварюючи цей порошок, готують напій, теж знаний як какао. Іноді какао використовують як природну фарбу для таких продуктів, як макаронні вироби. Найпоширеніша форма використання какао — шоколад. Шоколад також виробляється у рідкому вигляді як шоколадний сироп, який додають до морозива або використовують для виробництва шоколадного молока. Додаючи шоколад до гарячого молока або води, отримують гарячий шоколад. Цей напій не є аналогом какао з молоком.
Історично цінність какао була дуже високою, народи доколумбівської Месоамерики (мая, ацтеки) використовували боби какао як валюту.

### Обробка

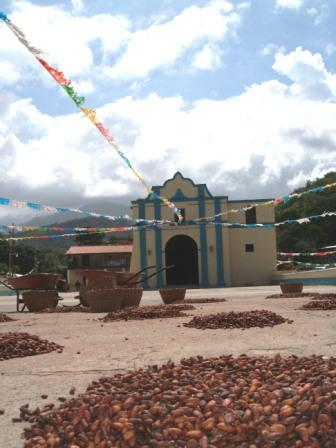
Майданчик для висушування бобів какао, Венесуела

Какао, одержане простим висушуванням насіння на сонці, має терпкий, кислувато-гіркий смак і цінується нижче від ферментованого. Для приготування останнього насіння (або цілі стручки), висушене на сонці протягом доби, насипають в корита, накривають листям і залишають так на 24-48 годин. Потім насіння знову сушать на сонці протягом 3 днів, складають на деякий час в купи у помірно нагрітих приміщеннях або засипають у бочки, які заривають в землю на кілька днів, після чого протягом 4-6 днів остаточно висушують на сонці. Процес ферментації, якому при вказаній обробці піддається насіння какао, позбавляє його здатності до проростання, забарвлює в бурий або фіолетовий колір і надає какао м'який маслянистий смак і приємний солодко-ароматичний запах, що й зумовлює вищу ціну такого какао.

### Виробництво шоколаду
Щоб виробити 1 кг шоколаду, потрібно обробити від 300 до 600 бобів. На фабриці боби спочатку миють і смажать. Потім їх облущує спеціальна машина, яка також знімає можливу плівку грибків та бактерій. Потім боби розмелюють трьома наборами жорен до стану сметаноподібної пасти. Потім пасту перетворюють на порошок какао шляхом вилучення частини жирних кислот («масло какао»), використовуючи гідравлічний прес або процес Брома. За цим процесом зараз обробляється близько 50 % какао. Після обробки порошок какао має вміст жирів приблизно 10—12 відсотків. Вилучені жирні кислоти використовують в кондитерській та косметичній промисловості.
Інколи до порошку какао додають луг (метод, знаний як «голландський процес» обробки), що робить какао менш кислим, темнішим і солодкавим за ароматом, ніж отримане за традиційним методом обробки. Звичайне какао (без додавання лугу) має кислу реакцію та реагує з содою.

## Какао чай

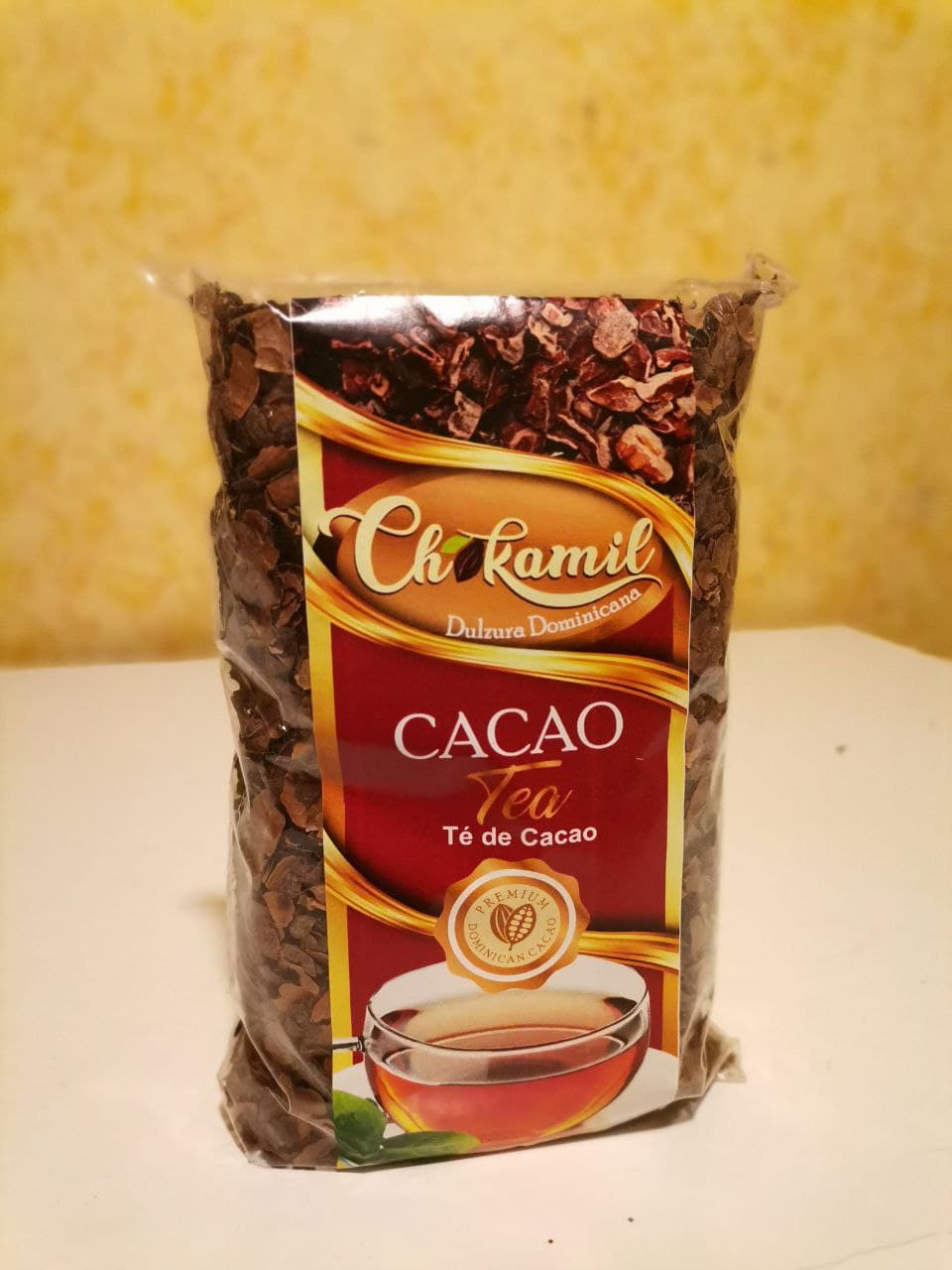
Упаковка домініканського чаю з какао

Після обсмаження лушпиння з бобів його також можна заварювати і пити як какао чай.